# Переворот Одоакра

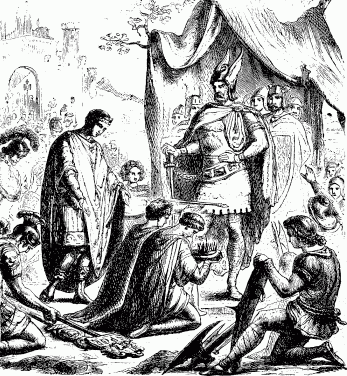
Провозглашение Одоакра королём, рис. Шарлотты Марии Янг

Переворот Одоакра — государственный переворот, в ходе которого командир мятежного отряда варваров-федератов гот (или скир) Одоакр победил военачальника Флавия Ореста и отстранил от власти его сына Ромула Августа, западноримского императора, приняв титул «Короля Италии» (Dux/Rex Italiae). 476 год традиционно считается датой падения Западной Римской империи.

## Предыстория
В 474 году римским императором стал Юлий Непот. Он успешно воевал против вандалов, а также командовал флотом, который защищал берега Адриатического моря от пиратов.
Впечатлённый успехами нового полководца, византийский император Лев I Макелла, пригласив Непота в Константинополь, дал ему титул патриция, а также женил на племяннице своей жены. Перед отъездом Юлий Непот получил от Льва военную эскадру во главе с Домицианом.
Однако вскоре после кончины Льва при императорском дворе началась ожесточённая борьба за власть, и для удержания собственного положения новый император Флавий Зенон отозвал дарованную эскадру.
Схожая ситуация сложилась и при дворе римского императора: Непот был вынужден защищать свой трон от попыток враждебных группировок свергнуть его. Для этого Непот призвал наёмников из Паннонии, чтобы те защитили его от попытки военного бунта, а также в надежде улучшить своё положение среди простого народа победами над варварами, спасая империю от захвата. Однако и эти меры не помогли ему распространить свою власть за пределы Италии, поскольку франки были хозяевами Северо-Западной Галлии, а бургунды — Юго-Восточной Галлии. К тому же вестготы вновь усилили атаки на границы империи из Испании. В такой обстановке император решает назначить магистром (главнокомандующим) римской армии в Галлии Флавия Ореста, выходца из Паннонии, бывшего секретарём Аттилы, а позже завербовавшегося на службу Риму.
Объявив поход против испанских вестготов, Орест вывел армию паннонийских наёмников из Рима и направился в Равенну, бывшую в то время резиденцией римских императоров. Достигнув ворот города, Орест объявил, что он намерен осадить город и свергнуть императора. Тот, вместо организации должной обороны, сбежал в свои наследственные владения в Далмации, в Салону. После бегства Непота, Орест объявил своего малолетнего сына Ромула императором. Позже ему было дано прозвище Августул (лат. «Августишка»).
После возведения на трон нового «императора» наёмники потребовали от Ореста земельных наделов в Италии, как должны были получать землю федераты, вставшие на службу Рима. Однако вместо этого Орест начал вербовать новых наёмников для расправы над прежней армией. В то же время начальником гвардии Ореста был назначен Одоакр, сын друга Ореста со времён службы у Аттилы. Одоакра отправили в Паннонию для формирования новой армии.

## Переворот
Находясь в Паннонии по поручению Ореста, Одоакр навербовал множество наёмников, выходцев из племён герулов, ругов и скиров (соплеменником последних являлся и он сам). Имея под началом столь большую армию, он теперь мог сам претендовать на верховную власть. После привлечения на свою сторону также гвардии самого Ореста, Одоакр начал планировать военный переворот. К тому же он увеличил свои силы, пообещав другим наёмникам из италийских гарнизонов земельные наделы по окончании службы.
К тому времени, как Орест узнал о готовящемся военном перевороте, армия мятежников обладала весьма значительными силами, так что Орест бежал из Равенны в Павию, оставив оборону столицы брату Павлу.
Разведчики Одоакра сообщили ему о бегстве Ореста, и он двинул свою армию за ним, захватив и разграбив Павию, а также казнив своего бывшего начальника 28 августа 476 года. Далее быстрым маршем мятежный полководец достиг Равенны, которая пала 4 сентября того же года. Пленённый император Ромул Августул был сослан в бывшее поместье Лукулла в Кампании близ Неаполя 5 сентября, где и прожил до конца своих дней, получая пожизненную пенсию как важный пленник.

## Последствия

### Признание

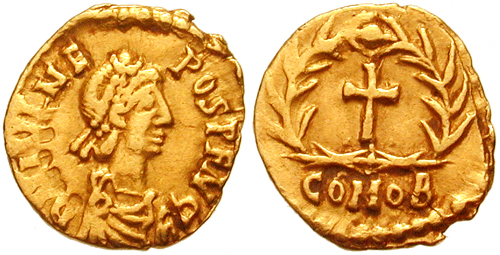
Портрет Юлия Непота на монете

Сенат Рима послал письмо Одоакру, где признавал переворот легитимным, а также отправил легатов в Константинополь, чтобы византийский император Зенон признал Одоакра законным правителем и позволил ему управлять Италией и западной частью империи с титулом патриция. Однако туда же приблизительно в то же время прибыли послы Непота добиваться помощи от Константинополя в возвращении трона беглому императору. Зенон в итоге отправил письмо Одоакру, где рекомендовал признать Непота императором, а также принять титул патриция от него. Но вместе с тем, Зенон там же называет Одоакра патрицием. Прочитав письмо, Одоакр решил, что получил одобрение восточного императора и ныне является законным правителем. Однако то же самое решил и Непот, сохранив сугубо формальную власть над Италией, о чём свидетельствуют выпущенные в ту пору монеты с его изображением. Но в 480 году Юлий Непот был убит собственными телохранителями Виатором и Овидой. Есть вероятность, что убийство было организовано его врагом Глицерием, который позже получил от Одоакра статус епископа в Медиолане.

### Государственное устройство
Принято считать, что именно в 476 году Западная Римская империя прекратила своё существование, поскольку с этого момента полностью изменилась политика италийского государства. Ныне правители больше не именовали себя императорами (хотя Одоакр всё же провозгласил своего сына, Телу, императором перед гибелью), поскольку знаки императорского достоинства (диадема и пурпурная мантия) были отосланы Одоакром в Константинополь, а великодержавная политика сменилась на политику сохранения целостности Италии. К тому же Одоакр не стал использовать псевдоримское происхождение для оправдания собственного статуса правителя. И с этого времени византийский император считался формальным правителем всей Римской империи, что, однако, не мешало новоявленным королям проводить собственную политику, не считаясь с мнением Константинополя.
Марцеллин Комит:

Западная империя Римского народа, которой в 709 году от основания Города (Рима) начал править Октавиан Август, первый из императоров, пала на 522 год правления императоров с этим Августулом. С этого времени власть в Риме в руках готских королей.
Оригинальный текст (лат.)Hesperium Romanae gentis imperium, quod septingentesimo nono urbis conditae anno primus Augustorum Octavianus Augustus tenere coepit, cum hoc Augustulo periit, anno decessorum regni imperatorum quingentesimo vigesimo secundo, Gothorum dehinc regibus Romam tenentibus.
Вместе с тем государственное управление в Италии осталось прежним: после кратковременной отмены института консульства в самом начале правления Одоакра всё вернулось к тем же формам (к 480 году), что и до переворота. Титулы, должности и суды сохранились. Также сохранился Сенат, однако теперь он лишился даже возможности вмешиваться в дела Италии, превратившись, фактически, в древний почитаемый орган, полномочный лишь на территории города Рима.

### Земельное устройство
Свою армию наёмников Одоакр, как и обещал, расселил по территории Италии по правилам военного постоя на манер галльских федератов. К тому же новый правитель отменил бытовавший порядок периодического переселения наёмников из одной провинции в другую, лишая тех дарованных участков (как это было с аланами в V веке). Ныне участки федератов считались их собственностью, что заложило основы феодализма в Италии.

## Видеоматериалы
Видеоролик с компьютерной реконструкцией взятия Равенны Одоакром в 476 году.